# Фурман, Андрей Фёдорович
Андрей Фёдорович Фурман (1795—1835) — декабрист, капитан Черниговского пехотного полка, командир 6-й мушкетёрской роты.

## Происхождение
Происходил из дворян Киевской губернии. Его отец, по воспоминаниям Ф. А. Оома (племянника А. Ф. Фурмана) «Фридрих Антон Фурман прибыл в Россию из Саксонии во второй половине прошлого <XVIII> столетия и пользовался известностью по своим агрономическим и экономическим познаниям, которые и доставили ему, на первых же порах его прибытия из-за границы, весьма выгодные в то время занятия. Он был немедленно определён на службу и кроме того заведовал многими имениями крупных помещиков. Женатый на девице Энгель (сестре известного в своё время статс-секретаря Фёдора Ивановича Энгеля…), он в 1791 году проживал в Звенигородском имении князя Голицына, селе Богородском… Впоследствии дед мой сам приобрёл небольшое имение в Киевской губернии». Во втором браке отца, с Софьей Любимовной Гильденбрант, родился сын Андрей и дочь Наталья (в первом браке у него родились 4 сына и 3 дочери, в числе которых тайный советник и сенатор Роман Фёдорович Фурман).

## Биография
Воспитывался в Горном кадетском корпусе, а затем в дворянском полку при 2-м кадетском корпусе. В службу вступил прапорщиком в 14-ю (затем 74-ю) подвижную роту, подпоручик с переводом в Гренадерный принца Прусского полк — 20.2.1819, поручик — с 6.2.1819, бригадный адъютант — с 30.7.1819, переименован во фронтовые офицеры  29.12.1820, переведён в лейб-гвардии Семёновский полк — 24.1.1821, бригадный адъютант 2-й бригады 1-й гренадерской дивизии — 10.5.1822, штабс-капитан с переводом во фронт — 28.8.1822. Был переведён 22.6.1823 капитаном в Черниговский пехотный полк, командиром 2-го батальона которого был С. И. Муравьёв-Апостол.
В 1825 году стал членом Общества соединённых славян.
Арестован в с. Гребёнки — 5.1.1826, доставлен из Могилева в Петербург на главную гауптвахту — 17.2; 18.2 переведён в Петропавловскую крепость («посадить и содержать строго») в № 42 Невской куртины, по рапорту крепостного врача Г. И. Элькана от 26.4.1826 оказался «в помешательстве ума», переведён в Военно-сухопутный госпиталь — 28.4.1826, в 1826 году ещё несколько раз переводился в госпиталь.
Осуждён по VIII разряду и по конфирмации 10.7.1826 приговорён к ссылке на поселение в Сибирь вечно, срок сокращён до 20 лет — 22.8.1826. Отправлен (5.3.1827) из Петропавловской крепости на поселение в г. Кондинск Тобольской губернии, где и умер 8 (20) марта 1835 года.
В Сибири его гражданской женой стала воспитанница коллежского регистратора Марья Петровна Щепкина; у них трое детей.